# Cladech

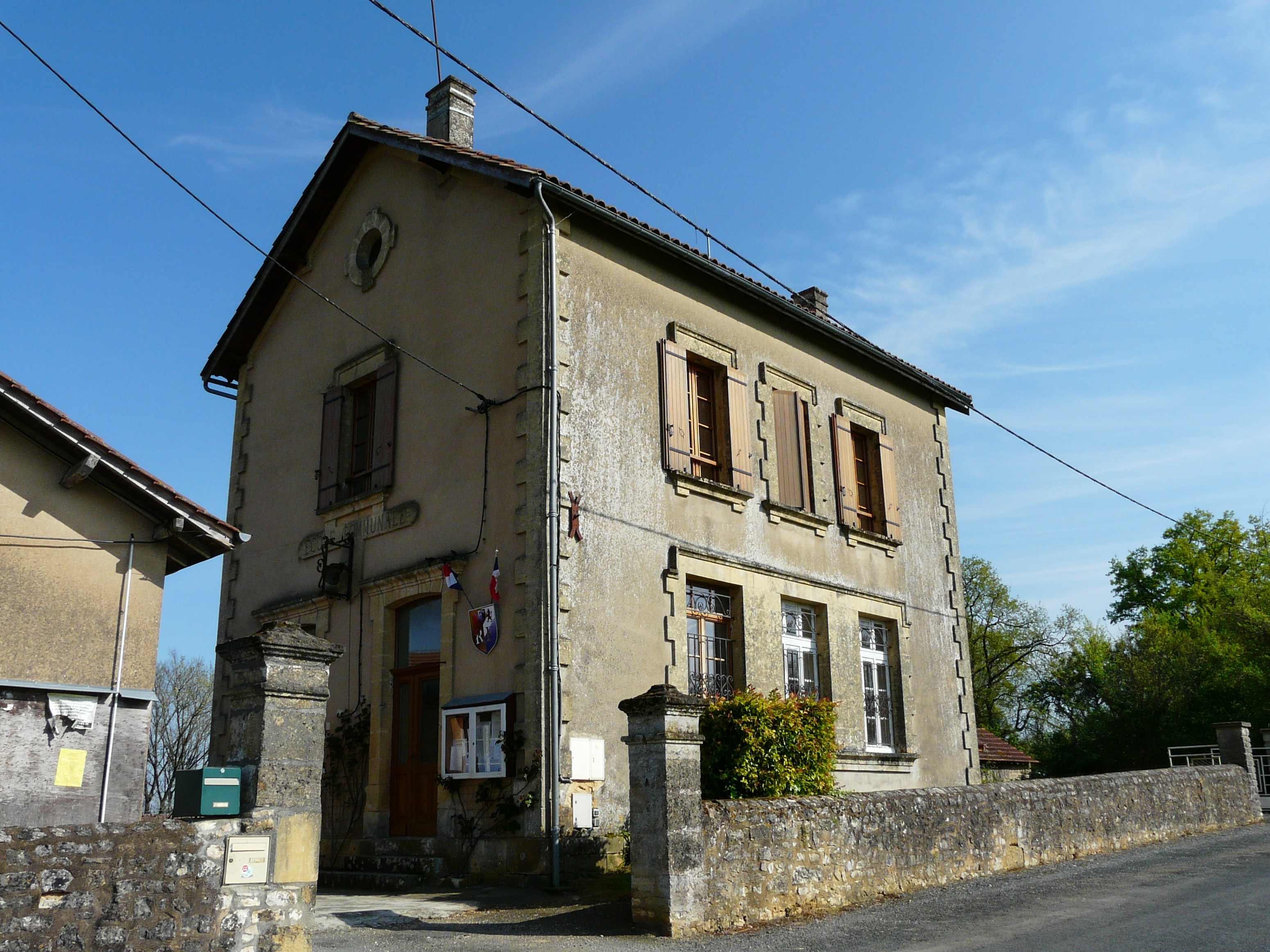
Gemeentehuis

Cladech is een gemeente in het Franse departement Dordogne (regio Nouvelle-Aquitaine) en telt 91 inwoners (2009). De plaats maakt deel uit van het arrondissement Sarlat-la-Canéda.

## Geografie
De oppervlakte van Cladech bedraagt 5,4 km², de bevolkingsdichtheid is dus 16,9 inwoners per km².
De onderstaande kaart toont de ligging van Cladech met de belangrijkste infrastructuur en aangrenzende gemeenten.

## Demografie
Onderstaande figuur toont het verloop van het inwonertal (bron: INSEE-tellingen).